# Бывшева, Элла Петровна
Элла Петровна Бывшева (до замужества Сергеева; 9 мая 1935, Москва — 11 апреля 2024, Москва) — советская спортсменка, шестикратная чемпионка СССР (1958, 1960—1963, 1965) и шестикратная чемпионка Европы (1958—1961, 1963, 1964) по академической гребле. Заслуженный мастер спорта СССР (1963).

## Биография
Родилась 9 мая 1935 года в Москве в семье известного советского гребца и тренера Петра Сергеева. Занималась академической греблей в ДСО «Химик», «Труд» и «Спартак» под руководством отца, который работал с ней на протяжении всей её спортивной карьеры. 
Наиболее значимых результатов добивалась в период с конца 1950-х до середины 1960-х годов, когда шесть раз выигрывала чемпионаты СССР и столько же раз завоёвывала звание чемпионки Европы в классе четвёрок распашных с рулевыми. В 1962–1964 годах становилась также победительницей Большой московской регаты в той же дисциплине.
В 1958 году окончила химический факультет МГУ имени М. В. Ломоносова. После завершения спортивной карьеры работала в Государственном научно-исследовательском институте органической химии и технологии, в 1975 году защитила диссертацию на соискание учёной степени кандидата химических наук.
Умерла 11 апреля 2024 года в Москве. Похоронена на Ваганьковском кладбище.